# Herbert Byng Hall
Herbert Byng Hall (* 21. Oktober 1805 in Oxford; † 25. April 1883 in Weston bei Bath) war ein britischer Offizier und Autor.

## Leben
Herbert Byng Hall war das achte von zehn Kindern des anglikanischen Geistlichen Charles Henry Hall (1763–1827) und dessen Frau Anna Maria Bridget geb. Byng (1771–1852), einer Tochter des 5. Viscount Torrington. Von seinen Geschwistern verstarben vier im Kleinkindalter; einer seiner Brüder war der Marineoffizier und spätere Prediger Percy Francis Hall.
Herbert Byng Hall wurde 1824 Ensign im 39. Infanterieregiment. 1825 stieg er zum Lieutenant auf; in diesem Rang wechselte er 1826 zum 7. Infanterieregiment (Royal Fusiliers), wo er 1832 zum Captain befördert wurde. 1833 trat er ins 62. Infanterieregiment ein; ein halbes Jahr später verkaufte er sein Offizierspatent und verließ den regulären Armeedienst. 1835 schloss er sich als Adjutant von General De Lacy Evans den britischen Hilfstruppen im Ersten Carlistenkrieg an, musste jedoch bereits Anfang 1836 aus gesundheitlichen Gründen wieder nach England zurückkehren. Für seinen Kriegseinsatz wurde er mit dem Ferdinandsorden ausgezeichnet.
Nach kurzer Tätigkeit im Dienst des General Post Office zog sich Hall Ende der 1830er Jahre ins Privatleben zurück und wurde Schriftsteller. Bis 1853 veröffentlichte er acht Sachbücher (vorwiegend Reiseberichte, Sport- und Jagdbücher) sowie einen dreibändigen Roman. 1851 gehörte er der Royal Commission für die erste Weltausstellung in London an.
Von 1855 bis 1858 war Hall Extra Foreign Service Messenger in Konstantinopel, von 1859 bis 1882 bereiste er die Welt als Foreign Service Messenger (diplomatischer Kurier). Über beide Lebensabschnitte publizierte er Bücher; hinzu kamen weitere Sachbücher zu Freizeit- und Hobbythemen.
Am 14. April 1883, neun Monate nach seiner Pensionierung, musste Hall seine Zahlungsunfähigkeit erklären. Elf Tage später starb er im Alter von 77 Jahren in Weston, einem Vorort von Bath.

## Familie
Hall war dreimal verheiratet. Seine erste Frau Margaret starb am 25. April 1856, seine zweite Frau Elizabeth geb. Knox am 7. Juli 1862; seine dritte Frau Lydia geb. Braddock überlebte ihn. Mit seiner zweiten Frau hatte er einen Sohn namens William Herbert Byng Hall (1859–1893).

## Werke
- Spain; and the Seat of War in Spain (1837)
- Scenes at Home and Abroad (1839)
- Highland Sports, and Highland Quarters (2 Bände, 1847, ²1848)
- Exmoor; or the Footsteps of St. Hubert in the West (1849)
- Scottish Sports and Pastimes (1850)
- [Übs. und Hrsg.] Elzéar Jean Louis Joseph Blazé: The Sportsman and His Dog: or, Hints on Sporting (1850)
- The West of England and the Exhibition, 1851 (1851)
- Brooklands; a Sporting Biography (2 Bände, 1852)
- Mary, a Daughter of the English Peasantry. A Novel (3 Bände, 1853)
- Soldiers and Sailors in Peace as in War (1855, ²1869)
- Sayah or, the Courier to the East (1856)
- Sport and its Pleasures, Physical and Gastronomical (1859, ²1868)
- The Oyster: where, how, and when to find, breed, cook, and eat it (1861)[14] – Digitalisat
- The Queen’s Messenger; or, Travels on the High-ways and Bye-ways of Europe (1865, ²1870)
- The Adventures of a Bric-à-brac Hunter (1868); erweiterte Neuausgabe: The Bric-à-brac Hunter; or, Chapters on Chinamania (1875)
- The Pigskins Abroad (1870?)
- Lucullus: or, Palatable Essays, in which are merged “The Oyster,” “The Lobster,” and “Sport and its Pleasures.” (2 Bände, 1878)